# آنتونیو ماریا ماگرو
آنتونیو ماریا ماگرو (ایتالیایی: Antonio Maria Magro؛ زادهٔ ۱۳ ژوئن ۱۹۵۹) یک هنرپیشه، کارگردان، و فیلم‌نامه‌نویس اهل ایتالیا است. وی از سال ۱۹۷۶ میلادی تاکنون مشغول فعالیت بوده‌است.